# Selección de fútbol sub-20 de Puerto Rico
La Selección de fútbol sub-20 de Puerto Rico es el equipo que representa al país en el Mundial Sub-20 y en el Campeonato Sub-20 de la Concacaf; y es controlada por la Federación Puertorriqueña de Fútbol.

## Participaciones

### Copa Mundial de Fútbol Sub-20
| Año   | Resultado    | PJ           | PG           | PE*          | PP           | GF           | GC           |
| ----- | ------------ | ------------ | ------------ | ------------ | ------------ | ------------ | ------------ |
| 1977  | No clasificó | No clasificó | No clasificó | No clasificó | No clasificó | No clasificó | No clasificó |
| 1979  | No clasificó | No clasificó | No clasificó | No clasificó | No clasificó | No clasificó | No clasificó |
| 1981  | No clasificó | No clasificó | No clasificó | No clasificó | No clasificó | No clasificó | No clasificó |
| 1983  | No clasificó | No clasificó | No clasificó | No clasificó | No clasificó | No clasificó | No clasificó |
| 1985  | No clasificó | No clasificó | No clasificó | No clasificó | No clasificó | No clasificó | No clasificó |
| 1987  | No clasificó | No clasificó | No clasificó | No clasificó | No clasificó | No clasificó | No clasificó |
| 1989  | No clasificó | No clasificó | No clasificó | No clasificó | No clasificó | No clasificó | No clasificó |
| 1991  | No clasificó | No clasificó | No clasificó | No clasificó | No clasificó | No clasificó | No clasificó |
| 1993  | No clasificó | No clasificó | No clasificó | No clasificó | No clasificó | No clasificó | No clasificó |
| 1995  | No clasificó | No clasificó | No clasificó | No clasificó | No clasificó | No clasificó | No clasificó |
| 1997  | No clasificó | No clasificó | No clasificó | No clasificó | No clasificó | No clasificó | No clasificó |
| 1999  | No clasificó | No clasificó | No clasificó | No clasificó | No clasificó | No clasificó | No clasificó |
| 2001  | No clasificó | No clasificó | No clasificó | No clasificó | No clasificó | No clasificó | No clasificó |
| 2003  | No clasificó | No clasificó | No clasificó | No clasificó | No clasificó | No clasificó | No clasificó |
| 2005  | No clasificó | No clasificó | No clasificó | No clasificó | No clasificó | No clasificó | No clasificó |
| 2007  | No clasificó | No clasificó | No clasificó | No clasificó | No clasificó | No clasificó | No clasificó |
| 2009  | No clasificó | No clasificó | No clasificó | No clasificó | No clasificó | No clasificó | No clasificó |
| 2011  | No clasificó | No clasificó | No clasificó | No clasificó | No clasificó | No clasificó | No clasificó |
| 2013  | No clasificó | No clasificó | No clasificó | No clasificó | No clasificó | No clasificó | No clasificó |
| 2015  | No clasificó | No clasificó | No clasificó | No clasificó | No clasificó | No clasificó | No clasificó |
| 2017  | No clasificó | No clasificó | No clasificó | No clasificó | No clasificó | No clasificó | No clasificó |
| 2019  | No clasificó | No clasificó | No clasificó | No clasificó | No clasificó | No clasificó | No clasificó |
| 2023  | No clasificó | No clasificó | No clasificó | No clasificó | No clasificó | No clasificó | No clasificó |
| 2025  | No clasificó | No clasificó | No clasificó | No clasificó | No clasificó | No clasificó | No clasificó |
| Total | 0/24         | 0            | 0            | 0            | 0            | 0            | 0            |

### Campeonato de Concacaf
| Año   | Ronda          | J             | G             | E             | P             | GF            | GC            |               |
| ----- | -------------- | ------------- | ------------- | ------------- | ------------- | ------------- | ------------- | ------------- |
| 1962  | No participó   | No participó  | No participó  | No participó  | No participó  | No participó  | No participó  | No participó  |
| 1964  | No participó   | No participó  | No participó  | No participó  | No participó  | No participó  | No participó  | No participó  |
| 1970  | No participó   | No participó  | No participó  | No participó  | No participó  | No participó  | No participó  | No participó  |
| 1973  | No participó   | No participó  | No participó  | No participó  | No participó  | No participó  | No participó  | No participó  |
| 1974  | Fase de grupos | 3             | 0             | 0             | 3             | 0             | 28            |               |
| 1976  | Fase de grupos | 3             | 1             | 0             | 2             | 3             | 10            |               |
| 1978  | Fase de grupos | 2             | 0             | 0             | 2             | 1             | 4             |               |
| 1980  | Descalificado  | Descalificado | Descalificado | Descalificado | Descalificado | Descalificado | Descalificado | Descalificado |
| 1982  | Fase de grupos | 3             | 0             | 0             | 3             | 0             | 13            |               |
| 1984  | Fase de grupos | 3             | 0             | 0             | 3             | 0             | 16            |               |
| 1986  | No participó   | No participó  | No participó  | No participó  | No participó  | No participó  | No participó  | No participó  |
| 1988  | No participó   | No participó  | No participó  | No participó  | No participó  | No participó  | No participó  | No participó  |
| 1990  | No participó   | No participó  | No participó  | No participó  | No participó  | No participó  | No participó  | No participó  |
| 1992  | No clasificó   | No clasificó  | No clasificó  | No clasificó  | No clasificó  | No clasificó  | No clasificó  | No clasificó  |
| 1994  | No participó   | No participó  | No participó  | No participó  | No participó  | No participó  | No participó  | No participó  |
| 1996  | No participó   | No participó  | No participó  | No participó  | No participó  | No participó  | No participó  | No participó  |
| 1998  | No clasificó   | No clasificó  | No clasificó  | No clasificó  | No clasificó  | No clasificó  | No clasificó  | No clasificó  |
| 2001  | No clasificó   | No clasificó  | No clasificó  | No clasificó  | No clasificó  | No clasificó  | No clasificó  | No clasificó  |
| 2003  | No clasificó   | No clasificó  | No clasificó  | No clasificó  | No clasificó  | No clasificó  | No clasificó  | No clasificó  |
| 2005  | No participó   | No participó  | No participó  | No participó  | No participó  | No participó  | No participó  | No participó  |
| 2007  | No participó   | No participó  | No participó  | No participó  | No participó  | No participó  | No participó  | No participó  |
| 2009  | No clasificó   | No clasificó  | No clasificó  | No clasificó  | No clasificó  | No clasificó  | No clasificó  | No clasificó  |
| 2011  | No clasificó   | No clasificó  | No clasificó  | No clasificó  | No clasificó  | No clasificó  | No clasificó  | No clasificó  |
| 2013  | Fase de grupos | 2             | 0             | 0             | 2             | 1             | 8             |               |
| 2015  | No participó   | No participó  | No participó  | No participó  | No participó  | No participó  | No participó  | No participó  |
| 2017  | No clasificó   | No clasificó  | No clasificó  | No clasificó  | No clasificó  | No clasificó  | No clasificó  | No clasificó  |
| 2018  | Fase de grupos | 5             | 3             | 0             | 2             | 16            | 15            |               |
| 2021  | No clasificó   | No clasificó  | No clasificó  | No clasificó  | No clasificó  | No clasificó  | No clasificó  | No clasificó  |
| Total | 7/28           | 21            | 4             | 0             | 17            | 21            | 94            |               |

## Entrenadores destacados
- Jeaustin Campos